# ジョン・フランクリン・エンダース
ジョン・フランクリン・エンダース（John Franklin Enders、1897年2月10日 - 1985年9月8日）はアメリカ人の医学者。

## 略歴
エンダースはコネティカット州ウエストハートフォードで生まれ、ハートフォードのノア・ウェブスター・スクール、ニューハンプシャー州コンコードのセント・ポール・スクールで教育を受けた。その後イェール大学に入学し、1918年にすぐにアメリカ空軍に入隊した。
戦後はイェール大学に戻って卒業し、1922年に不動産の販売員になった。感染症の研究者になる前にいくつかの職を渡り歩き、1930年にハーバード大学で博士号を取得した。
ボストンの小児病院で働いていた時に、ポリオウイルスが様々な組織中で生育することを発見。それまで神経細胞でしか培養出来なかったポリオウイルスの大量培養を可能にし、ポリオワクチン開発に大きく貢献したとして、トーマス・ハックル・ウェーラー、フレデリック・チャップマン・ロビンスとともに1954年度のノーベル生理学・医学賞を受賞した。
1985年、生誕の地コネティカット州ウォーターフォードで、88歳で亡くなった。

## 受賞歴
- 1953年 パサノ賞
- 1954年 アルバート・ラスカー基礎医学研究賞
- 1954年 ノーベル生理学・医学賞
- 1962年 コッホ・ゴールドメダル